# Chrysopilus similis
Chrysopilus similis är en tvåvingeart som beskrevs av Enrico Adelelmo Brunetti 1920. Chrysopilus similis ingår i släktet Chrysopilus och familjen snäppflugor.
Artens utbredningsområde är Sri Lanka. Inga underarter finns listade i Catalogue of Life.